# Vîbli, Kulîkivka
Vîbli (în ucraineană Виблі) este o comună în raionul Kulîkivka, regiunea Cernihiv, Ucraina, formată numai din satul de reședință.

## Demografie
Componența lingvistică a comunei Vîbli
     Ucraineană (98,45%)
     Alte limbi (1,36%)
Conform recensământului din 2001, majoritatea populației comunei Vîbli era vorbitoare de ucraineană (98,45%), existând în minoritate și vorbitori de alte limbi.